# Laguna Carimagua
La laguna Carimagua  est un lac situé en Colombie, dans le département de Meta.

## Géographie
La laguna Carimagua s'étend sur 2 km2 dans le nord-est de la municipalité de Puerto Gaitán. Elle est la source du río Carimagua, appartenant au bassin versant du río Vichada.